# Hibiscadelphus hualalaiensis
Hibiscadelphus hualalaiensis é uma espécie de angiospérmica da família das Malvaceae.
Apenas pode ser encontrada no seguinte país: Estados Unidos da América.
Está ameaçada por perda de habitat.